# ГЕС John H. Kerr
ГЕС John H. Kerr — гідроелектростанція у штаті Вірджинія (Сполучені Штати Америки). Знаходячись між ГЕС Leesville (44 МВт) (вище по течії) та ГЕС Гастон, входить до складу каскаду на річці Roanoke, яка дренує східний схил Аппалачів та впадає до затоки Batchelor Bay (частина лагуни Албемарл, котра відокремлена від Атлантичного океану Зовнішніми мілинами).
У межах проекту річку перекрили бетонною греблею висотою 44 метри та довжиною 849 метрів, яка потребувала 477 тис. м3 матеріалу. Крім того, для утримання водосховища звели земляні дамби загальною довжиною 5,9 км, на які пішло 917 тис. м3 породи. В результаті з'явився резервуар, витягнутий по долині Roanoke на 63 км, з площею поверхні 200 км2 та об'ємом 3,4 млрд м3, з якого 1,58 млрд м3 зарезервовано для протиповеневих заходів, а 1,27 млрд м3 можуть використовуватись для виробництва електроенергії. Можливо також відзначити, що знадобилась окрема земляна дамба висотою 28 метрів та довжиною 640 метрів, яка разом з насосною станцією потужністю 3,9 МВт захищала від затоплення вольфрамову копальню Tungsten Queen, котра на момент будівництва гідрокомплексу розглядалась як критично важлива для забезпечення обороноздатності країни.
Пригреблевий машинний зал обладнали сімома турбінами типу Френсіс — шістьома потужністю по 32 МВт та однією з показником 12 МВт. Використовуючи напір у 27 метрів, вони забезпечували виробництво 427 млн кВт-год електроенергії на рік. На початку 2010-х більш потужні гідроагрегати за допомогою австрійської компанії Andritz модернізували до показника у 46 МВт, а загальна номінальна потужність станції зросла до 268 МВт.
Видача продукції відбувається по ЛЕП, розрахованій на роботу під напругою 115 кВ.